# Киреево
 Тази статия е за селото в България.  За имението в Русия вижте Киреево (имение).  
Кирѐево е село в Северозападна България. То се намира в община Макреш, област Видин.

## История
Селото е заселено през 1880 г.
Носи името на капитан Николай Алексеевич Киреев (1841 – 1876) – руски офицер, герой от Сръбско-турската война загинал на 6 юли 1876 г. край Раковица югозападно от град Видин, България. Капитан Киреев произхожда от стар руски дворянски род, получил титла и руски благороднически герб през 1629 година.
В България следа оставя и друг дворянин – офицер от Киреевия род. Това е Иван Василиевич Киреев, роден през 1887 г., завършва юнкерското военно училище в Киев, воюва като офицер от руската армия в Първата световна война. Кавалер е на Георгиевски кръст за храброст 4-та степен и Георгиевски медал за храброст. Тежко ранен в главата на руско-германския фронт на 4 юли 1916 г., след лечение е преведен на служба в 6-а донска казашка дивизия. След отстъплението на дивизията от Крим в Турция и разпускането ѝ на 22 юли 1921 г. е демобилизиран. С лични документи, издадени от руската дипломатическа мисия в Константинопол, Киреев пристига в България и се установява първо в Търновско, а след това в Плевен. Женен е за българка и има дъщеря, която кръщава на леля си Маруся. Погребан е в гробищния парк в Плевен.
През 1950 – 1951 година, по време на колективизацията, 7 семейства (27 души) от селото са принудително изселени от комунистическия режим.

## Население
Преброяване на населението през 2011 г.
Численост и дял на етническите групи според преброяването на населението през 2011 г.:
|                     | Численост | Дял (в %) |
| Общо                | 194       | 100,00    |
| Българи             | 194       | 100,00    |
| Турци               | 0         | 0,00      |
| Цигани              | 0         | 0,00      |
| Други               | 0         | 0,00      |
| Не се самоопределят | 0         | 0,00      |
| Неотговорили        | 0         | 0,00      |